# Rio Maior (rio)
O rio Maior, também chamado de vala da Asseca, ribeira da Asseca, vala da Azambuja e vala Real da Azambuja em parte do seu percurso, é um curso de água que nasce na serra dos Candeeiros num local chamado Bocas, perto de Freiria, no concelho epónimo de Rio Maior, em Portugal.
No seu percurso de aproximadamente 70 quilómetros, passa por Rio Maior, Vale de Santarém, Santana, Setil, Ponte do Reguengo e Virtudes até desaguar no Tejo, perto da Azambuja.
A sua foz já esteve localizada entre Santarém e Cartaxo. O Marquês de Pombal mandou construir a Vala Real de Azambuja numa extensão de 17 km, desviando o rio desde a Ponte da Asseca. Este canal já foi navegável por embarcações (fragatas e barcos varinos) de até 35 toneladas e havendo uma carreira diária para passageiros.
A poluição do rio Maior tem origem na suinicultura e na indústria alimentar. Em agosto de 2015, foi encontrada água avermelhada em frente à fábrica de tomate de São João da Ribeira.